# Hamburg Cyclassics
Hamburg Cyclassics, za potrebe sponzorjev Bemer Cyclassics Hamburg (v preteklosti znana kot HEW Cyclassics, Vattenfall Europe Hamburg, Vattenfall Cyclassics in EuroEyes Cyclassics), je poletna enodnevna klasična kolesarska dirka, ki jo v okolici Hamburga prirejajo od leta 1996. 
Čeprav se trasa vsako leto malce spreminja, je vedno dolga približno 250 kilometrov. Najtežji odsek trase je vzpon na Waseberg v hamburški četrti Blankenese, na katerega se tekmovalci povzpnejo trikrat.
Do leta 2016 je to bila edina nemška dirka najvišjega ranga UCI World Tour, preden se je leto kasneje pridružila še dirka Eschborn–Frankfurt. Organizator je IRONMAN Unlimited Events Germany GmbH.
Pomemben del te dirke je tudi Jedermannrennen ("Dirka vseh"), amaterska dirka preštevilnih kolesarskih navdušencev, ki poteka na isti dan kot profesionalna dirka in na istih cestah. Tako lahko vsi zanesenjaki sodelujejo na treh različnih trasah (55 km, 100 km in 155 km). Število udeležencev je omejeno na 22,000 amaterskih kolesarjev, prijavnice pa morajo biti rezervirane že več mesecev vnaprej.

## Zgodovina

### HEW Cyclassics
Leta 1996 je bila organizirana prva dirka kategorije 1.5, kar je najnižja klasifikacija profesionalnih dirk. Prva izvedba je bila najkrajša doslej, dolga le 160 km, dobil pa jo je italijan Rossano Brasi. Podjetje Hamburg's Electricity Works (HEW) je bil prvi sponzor. Že leta 1997 je nastopil in zmagal Jan Ullrich in privabil horde navijačev, saj je bilo to le dva tedna po tem ko je zmagal Dirko po Franciji, dirko je tako hitro dobila na svojem prestižu; in se leta 1998 uvrstila v koledar UCI Road World Cup.

### Vattenfall Cyclassics
Leta 2002 je dirka dobila novega sponzorja, to je postal švedski elektronski konglomerat Vattenfall (slovensko slap) se je preimenovala v Vattenfall Europe Hamburg, štiri leta kasneje se je spet preimenovala v Vattenfall Cyclassics. Leta 2005 je dirka postala del serije in prve sezone UCI ProTour, naslednica serije World Cup. Potem ko so leta 2009 s koledarja umaknili dirko Deutschland Tour, je ostala edina nemška dirka na najvišji mednarodni ravni. Že od 2011 je dirka del svetovne serije UCI World Tour. Zaradi ravnine je pridobila sloves sprinterske dirke, katero povečini le ti zmagujejo.
Leta 2013 so naleteli na silovite proteste, ki sicer niso bili povezani z samo dirko, pa so bili uperjeni proti glavnemu sponzorju Vattenfall in njegovo okoljsko politiko in njene poskuse pridobitve lastništva lokalnega električnega omrežja.

### EuroEyes Cyclassics
Leta 2015 je Vattenfall oznanil, da ne bo več podaljšal sponzorstva. To je ogranizatorje dirke prisililo da poiščejo novega pokrovitelja, ki bi zagotovil približno 800.000 evrov, kar je ena tretjina proračuna dirke. Leta 2016 so dobili novega sponzorja, veliko nemško podjetje EuroEyes.

## Trasa
Start je ponavadi na Steinstraße v mestni čerti Altstadt, Hamburg in z ciljem na Mönckebergstraße, v sloviti nakupovalni ulici v poslovni mestni četrti. Dolžina dirke varira med 225 in 255 km na večinoma ravninskem terenu v zaledju Hamburga. Trasa se vsako leto spreminja, a cilj ostaja vedno isti.
Odločilen je hrib Waseberg, v predmestni četrti Altone, zahodno od središča Hamburga. Finale dirke je sestavljen iz treh manjših krogov zahodno od Hamburga, vključno z Wasebergom. Prvi vzpon je na 69 kilometru pred ciljem, drugi na 28 km pred ciljem in tretji vzpon 15,5 km pred ciljem.
Waseberg je strm asfaltiran hrib, ki se dviga s severnega brega reke Labe v središče predmestni četrti Blankenese. Dolg je 700 metrov in z največjim naklonom kar 16%. To je še posebej zahtevno, saj vzpon takoj sledi ostremu ovinku, kar povzroči nenadno spremembo prestave in kadence. Medtem kolesarji pogosto besno hitijo po ozkih cestah, ki vodijo do vznožja vzpona. Pot vključuje tudi Köhlbrandbrücke, najvišji most v Hamburgu.
Leta 2015 so organizatorji spremenili traso, da bi proslavili dvajseto izvedbo dirke. Dirka se je začela v Kielu, 90 kilometrov severno od Hamburga, na zahodni obali Baltskega morja, nato pa se je odpravila proti jugozahodu v Hamburg in prečkala Schleswig-Holstein. Skupna razdalja je bila skrajšana na 222 kilometrov, vendar je končni pristop v Hamburg s tremi vzponi na Waseberg in ciljem na Mönckebergstraße ostal enak. Tudi pot od Kiela do Hamburga je bila izbrana prdvsem zaradi promocije skupne kandidature mest za sogostitelja poletnih olimpijskih iger leta 2024.
Direktor dirke Roland Hofer je o tej progi dejal: »Čeprav se profil dirke morda zdi primernejši za sprinterje, lahko na koncu zmagajo vsi tipi kolesarjev in natanko takšna dirka je potrebna za dobro uravnotežen svet. Svetovna turneja UCI World je prišla v Nemčijo sredi "renesanse" nemškega kolesarstva, pri čemer so zadnji uspehi poživili zanimanje države za šport po nazadovanju v preteklih letih, ki so jih prizadeli številni dopinški škandali".

## Moški

### Zmagovalci po letih
| Leto                            | Zmagovalec                           | Drugi                                | Tretji                               |
| ------------------------------- | ------------------------------------ | ------------------------------------ | ------------------------------------ |
| ↓ "HEW Cyclassics" ↓            |                                      |                                      |                                      |
| 1996                            | Rossano Brasi                        | Bert Dietz                           | Steffen Rein                         |
| 1997                            | Jan Ullrich                          | Wilfried Peeters                     | Jens Heppner                         |
| 1998                            | Léon van Bon                         | Michele Bartoli                      | Ludo Dierckxsens                     |
| 1999                            | Mirko Celestino                      | Raphael Schweda                      | Romans Vainšteins                    |
| 2000                            | Gabriele Missaglia                   | Francesco Casagrande                 | Fabio Baldato                        |
| 2001                            | Erik Zabel                           | Romans Vainšteins                    | Erik Dekker                          |
| ↓ "Vattenfall Europe Hamburg" ↓ |                                      |                                      |                                      |
| 2002                            | Johan Museeuw                        | Igor Astarloa                        | Davide Rebellin                      |
| 2003                            | Paolo Bettini                        | Davide Rebellin                      | Jan Ullrich                          |
| 2004                            | Stuart O’Grady                       | Paolo Bettini                        | Igor Astarloa                        |
| 2005                            | Filippo Pozzato                      | Luca Paolini                         | Allan Davis                          |
| ↓ "Vattenfall Cyclassics" ↓     |                                      |                                      |                                      |
| 2006                            | Óscar Freire Gómez                   | Erik Zabel                           | Filippo Pozzato                      |
| 2007                            | Alessandro Ballan                    | Óscar Freire Gómez                   | Gerald Ciolek                        |
| 2008                            | Robbie McEwen                        | Mark Renshaw                         | Allan Davis                          |
| 2009                            | Tyler Farrar                         | Matti Breschel                       | Gerald Ciolek                        |
| 2010                            | Tyler Farrar                         | Edvald Boasson Hagen                 | André Greipel                        |
| 2011                            | Edvald Boasson Hagen                 | Gerald Ciolek                        | Borut Božič                          |
| 2012                            | Arnaud Démare                        | André Greipel                        | Giacomo Nizzolo                      |
| 2013                            | John Degenkolb                       | André Greipel                        | Alexander Kristoff                   |
| 2014                            | Alexander Kristoff                   | Giacomo Nizzolo                      | Simon Gerrans                        |
| 2015                            | André Greipel                        | Alexander Kristoff                   | Giacomo Nizzolo                      |
| ↓ "EuroEyes Cyclassics" ↓       |                                      |                                      |                                      |
| 2016                            | Caleb Ewan                           | John Degenkolb                       | Giacomo Nizzolo                      |
| 2017                            | Elia Viviani                         | Arnaud Démare                        | Dylan Groenewegen                    |
| 2018                            | Elia Viviani                         | Arnaud Démare                        | Alexander Kristoff                   |
| 2019                            | Elia Viviani                         | Caleb Ewan                           | Giacomo Nizzolo                      |
| 2020                            | odpovedano zaradi pandemije covid-19 | odpovedano zaradi pandemije covid-19 | odpovedano zaradi pandemije covid-19 |
| ↓ "Hamburg Cyclassics" ↓        |                                      |                                      |                                      |
| 2021                            | odpovedano zaradi pandemije covid-19 | odpovedano zaradi pandemije covid-19 | odpovedano zaradi pandemije covid-19 |
| 2022                            | Marco Haller                         | Wout van Aert                        | Quinten Hermans                      |
| 2023                            | Mads Pedersen                        | Danny van Poppel                     | Elia Viviani                         |
| 2024                            | Olav Kooij                           | Jonathan Milan                       | Biniam Girmay                        |
| 2025                            | Rory Townsend                        | Arnaud De Lie                        | Paul Magnier                         |

### Večkratni zmagovalci
| Zmage | Kolesar            | Edicija          |
| ----- | ------------------ | ---------------- |
| 3     | Elia Viviani (ITA) | 2017, 2018, 2019 |
| 2     | Tyler Farrar (USA) | 2009, 2010       |

### Zmagovalci po državah
| Zmage | Država     |
| ----- | ---------- |
| 9     | Italija    |
| 4     | Nemčija    |
| 3     | Avstralija |
| 2     | Norveška   |
| 2     | ZDA        |
| 2     | Nizozemska |
| 1     | Avstrija   |
| 1     | Belgija    |
| 1     | Danska     |
| 1     | Francija   |
| 1     | Španija    |
| 1     | Irska      |